# 酒井調良
酒井 調良（さかい ちょうりょう）は、出羽庄内藩の家老酒井了明の次男。農場経営者。荘内蚕糸業組合長。

## 人物
新品種「平核無（ひらたねなし）」（「庄内柿」）の栽培に成功し、庄内で初めて、リンゴの栽培と豚の飼育を始めた人物として知られている。
兄は、戊辰戦争で活躍した名将酒井了恒、弟は、漢学者の黒崎研堂である。

## 略歴
- 1848年2月7日 - 庄内藩の家老酒井了明の次男として鶴岡に生れる。
- 1864年 - 11代藩主酒井忠篤の近習となる。
- 1867年 - 祖父（血統上は伯父）酒井右京の切腹に関連して職を辞する。
- 1868年 - 戊辰戦争で新庄・秋田方面に出陣する。
- 1872年 - 松ヶ岡開墾に参加し、その後屋敷内に桑を植えて養蚕業を開始する。
- 1877年 - 馬渡山に住んで桑の栽培をさらに拡大する。
- 1878年 - 兄の子酒井了敏が死去したため家督を相続する。
- 1879年 - 屋敷内の畑で庄内で初めての林檎を栽培し、農芸手腕が認められて山形県勧業世話係に任命される。
- 1880年 - 製糸会社盛産社を設立し横浜からの生糸輸出を始める。
- 1888年 - 荘内蚕糸業組合長となる。
- 1893年 - 農場経営をはじめ、新品種たねなし柿の栽培に成功し「調良柿」とよばれたが、原煕農学博士により「平核無」と命名される。
- 1925年 - 「平核無」を、摂政官に献上する。その際に「庄内柿」の名が用いられ、以来庄内の名産品となる。
- 1926年10月23日 - 死去する。享年79。

## 親族一族
- 祖父：酒井了安
- 伯父：酒井右京 - 庄内藩家老
- 父：酒井了明 - 庄内藩家老
- 兄：酒井了恒 - 大泉県参事
- 妹：白井久井 - 婦人運動家
- 弟：黒崎研堂 - 書家
- 長男：酒井駒太郎 - 園芸家
- 孫：酒井駿次 - 園芸家
- 甥：黒崎幸吉 - 聖書学者